# Inês (Roger Mello)
Inês é um livro infantojuvenil escrito por Roger Mello, com ilustrações de Mariana Massarani. Narrado sob a perspectiva delicada e sensível de uma das filhas pequenas de Inês de Castro, a obra reconta a famosa e trágica história da mulher que foi coroada rainha de Portugal depois de ter sido morta.
Neste livro-poema, os leitores mergulham no amor proibido entre Inês e Pedro, príncipe de Portugal, brutalmente interrompido quando Inês é assassinada por ordem do rei. Ainda assim, seu amor ecoa na história: após sua morte, Pedro exige que todos beijem a mão da rainha morta, numa homenagem tocante e perturbadora.
Com lirismo e um olhar infantil que mistura fantasia e realidade, a obra resgata temas como o poder do amor, a memória e a justiça — mostrando que talvez Inês nunca tenha partido de verdade. Em cada detalhe, Roger Mello e Mariana Massarani nos lembram que algumas histórias, mesmo trágicas, continuam vivas dentro de nós.
| “ | “Toda vez que queremos dar uma coisa por acabada dizemos: ‘Inês é morta’. Roger Mello e Maria Massarani mostram que, ao contrário, a rainha Inês vive em cada um de nós e em cada detalhe deste poema em forma de livro. | ” |
|   | — Lilia Moritz Schwarcz. |   |

## Prêmios
Em 2016, o livro foi vencedor do Prêmio Jabuti na categoria "Melhor livro infantil".

## Referencias
1. ↑  Companhia das Letrinhas, https://www.companhiadasletras.com.br/livro/9788574066622/ines. «INÊS»
2. ↑  G1, Do; Paulo, em São (11 de novembro de 2016). «Prêmio Jabuti divulga lista dos vencedores de 2016». Pop & Arte. Consultado em 14 de abril de 2025